# エミーリエ・オルトレップ

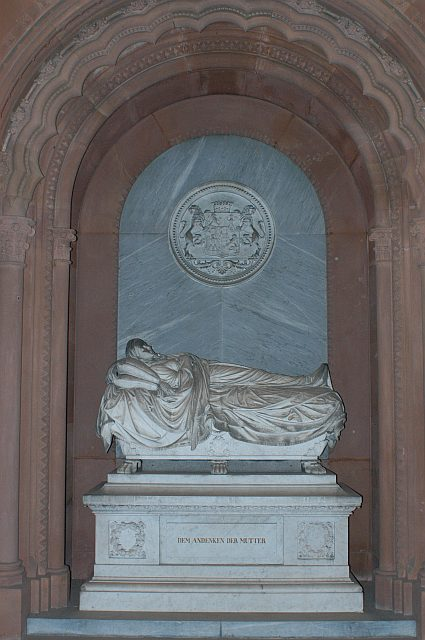
フランクフルト・アム・マインの中央墓地（Hauptfriedhof）にあるエミーリエの棺

エミーリエ・オルトレップ（Emilie Ortlöpp）、のちにエミーリエ・フォン・ライヒェンバッハ＝レッソニッツ（Emilie Gräfin von Reichenbach-Lessonitz, 1791年5月31日 - 1843年2月12日）は、ドイツのヘッセン選帝侯ヴィルヘルム2世の愛妾で、後に2番目の妻となった女性。ライヒェンバッハ＝レッソニッツ伯爵夫人に叙爵された。

## 生涯
ベルリン市在住の金細工師ヨハン・クリスティアン・オルトレップ（Johann Christian Ortlöpp）とその妻のアグネス・ヴァイセンベルク（Agnes Weißenberg）の間の次女として生まれた。1812年、当時は選帝侯世子だったヴィルヘルムが妻アウグステの実家のベルリン宮廷を訪れた際にエミーリエと知り合い、愛人として囲うことになった。1813年、ヴィルヘルムがエミーリエのためにカッセルに屋敷を買い与えたことで、既に不仲だったヴィルヘルムとアウグステの夫婦関係は完全に終わった。しかしヴィルヘルムは政治的思惑から離婚には踏み切れず、1815年にアウグステと別居するに留まった。
エミーリエはカッセル宮廷への出入りを許され、後にカッセル市内のケーニヒ通り（Königsstraße）とフリードリヒ広場　（Friedrichsplatz）の間に立つライヒェンバッハ宮殿（Palais Reichenbach）に住むようになった。1821年、ヴィルヘルム2世は選帝侯位を継ぐとまもなくエミーリエをライヒェンバッハ伯爵夫人に叙した。ヴィルヘルム2世はまた、エミーリエのためにモラヴィア地方のレッソニッツ、ビゼンツ（現在のチェコ領南モラヴィア州ホドニーン郡ブゼネツ）、ウンター・モシュティエニッツの所領を購入した。エミーリエは1824年、これらの所領に因むレッソニッツ伯爵夫人の称号をオーストリア宮廷より授けられた。エミーリエと彼女の産んだ子供たちは、オーストリア国籍も有することになった。
選帝侯とエミーリエの愛人関係はスキャンダルとして取り沙汰された。ヴィルヘルム2世は専制的な統治方針をとって多くの領民に嫌われたが、エミーリエの存在が選帝侯の不人気をさらに助長し、結果的に選帝侯が政治生命を断たれる原因の一端を作った。ヴィルヘルム2世は1830年の革命騒ぎに際してカッセルの宮殿を追われ、フランクフルト・アム・マインに亡命した。
選帝侯夫人アウグステが1841年2月19日に死去すると、5カ月後の7月8日にヴィルヘルムとエミーリエはモラヴィアのビゼンツ城で結婚した。この結婚は貴賤結婚であったが、結婚の証人はオーストリア宰相クレメンス・フォン・メッテルニヒ侯爵が務めた。エミーリエはその2年後の1843年に肝臓の感染症に罹って死去した。選帝侯はフランクフルトの中央墓地（Hauptfriedhof）にビザンティン様式の霊廟を造営させ、そこにエミーリエの遺骸を葬った。選帝侯はエミーリエの死の半年後、カロリーネ・フォン・ベルレプシュ男爵夫人と3度目の結婚をした。

## 子女
ヴィルヘルム2世との間に（正式の結婚以前に）3男5女の8人の子女をもうけた。子供たちは母親と同じライヒェンバッハ＝レッソニッツ伯爵（夫人）の称号を名乗った。
- ルイーゼ（1813年 - 1883年） - 1845年、カール・アウグスト・フォン・ボーゼ伯爵と結婚
- ユリウス（1815年 - 1822年）
- アマーリエ（1816年 - 1858年） - 1836年にヴィルヘルム・フォン・ルックナー伯爵と結婚（のち離婚）、1840年にカール・フォン・ヴァッツドルフ男爵と再婚（死別）、1847年に最初の夫と復縁
- カール（1818年 - 1881年） - 1861年、Clementine Richterと結婚
- エミーリエ（1820年 - 1891年） - 1839年、ジチ＝フェラリス・フェリックス伯爵と結婚
- フリーデリケ（1821年 - 1898年） - 1841年、ヴィルヘルム・フォン・ドゥンゲルン男爵と結婚
- ヴィルヘルム（1824年 - 1866年） - 1857年、ヘレーネ・ゲーデラー・フォン・ラーフェンスブルク男爵夫人と結婚
- ヘレーネ（1825年 - 1898年） - 1843年、オスヴァルト・フォン・ファブリツェ男爵と結婚

エミーリエは末娘ヘレーネを通じて、ギリシャ王子ニコラオスの妻タティアナ・ブラトニク（Tatiana Ellinka Blatnik, 1980年 - ）の先祖にあたる。